# سورن خاچاطریان
سورن خاچاطریان (ارمنی: Սուրեն Խաչատրյան؛ زادهٔ ۱ اوت ۱۹۵۶) سیاست‌مدار اهل ارمنستان است. وی نماینده دوره‌های اول تا سوم مجلس ملی جمهوری ارمنستان بوده‌است. وی از ۱۹۹۶ تا ۱۹۹۹ سمت شهرداری گوریس و از ۲۰۱۴ تا ۲۰۱۶ سمت استانداری سیونیک را برعهده داشت.

## زندگی‌نامه
وی همچنین برندهٔ جوایزی همچون مدال مارشال باقرامیان، مدال گارگین نژده و نشان صلیب رزمی درجه دو شده‌است.

## یادداشت
1. ↑  Սամվել Հարությունյան
2. ↑  Նելսոն Ոսկանյան